# Rue des Unterlinden
La rue des Unterlinden est une voie de la commune française de Colmar.

## Situation et accès
Cette voie de circulation, d'une longueur de 205 m, se trouve dans le quartier centre.
On y accède par les rues du Rempart, Golbéry, Roesselmann, de Ribeauvillé, des Bains, la route d'Ingersheim, le quai de la Sinn et la place des Unterlinden.
Cette voie n'est pas desservie par les bus de la TRACE.

## Origine du nom
La rue doit son nom à l'ancien couvent des Unterlinden, aujourd'hui musée.

## Bâtiments remarquables et lieux de mémoire
Dans cette rue se trouvent des édifices remarquables[Lesquels ?].

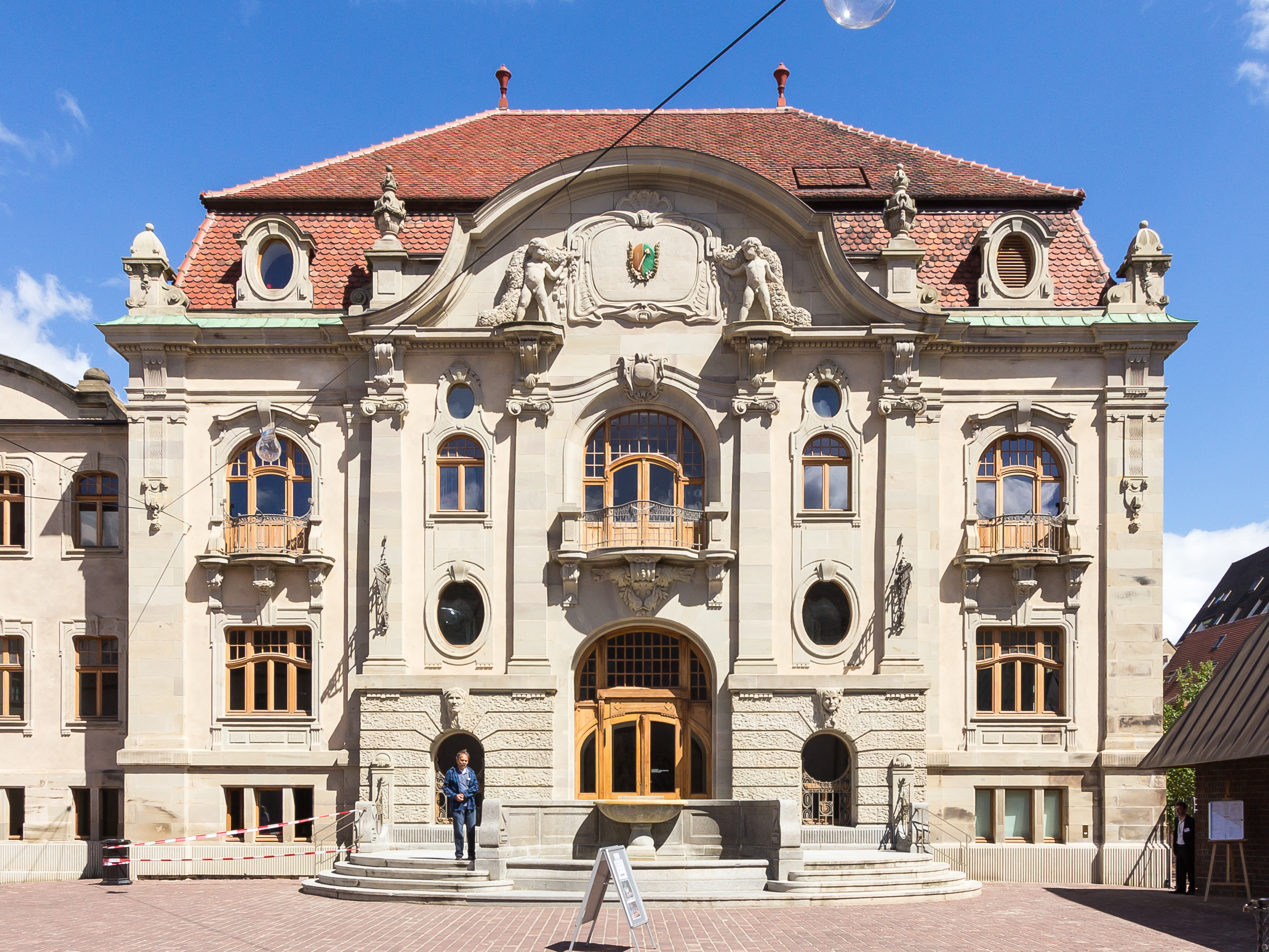
Bains municipaux
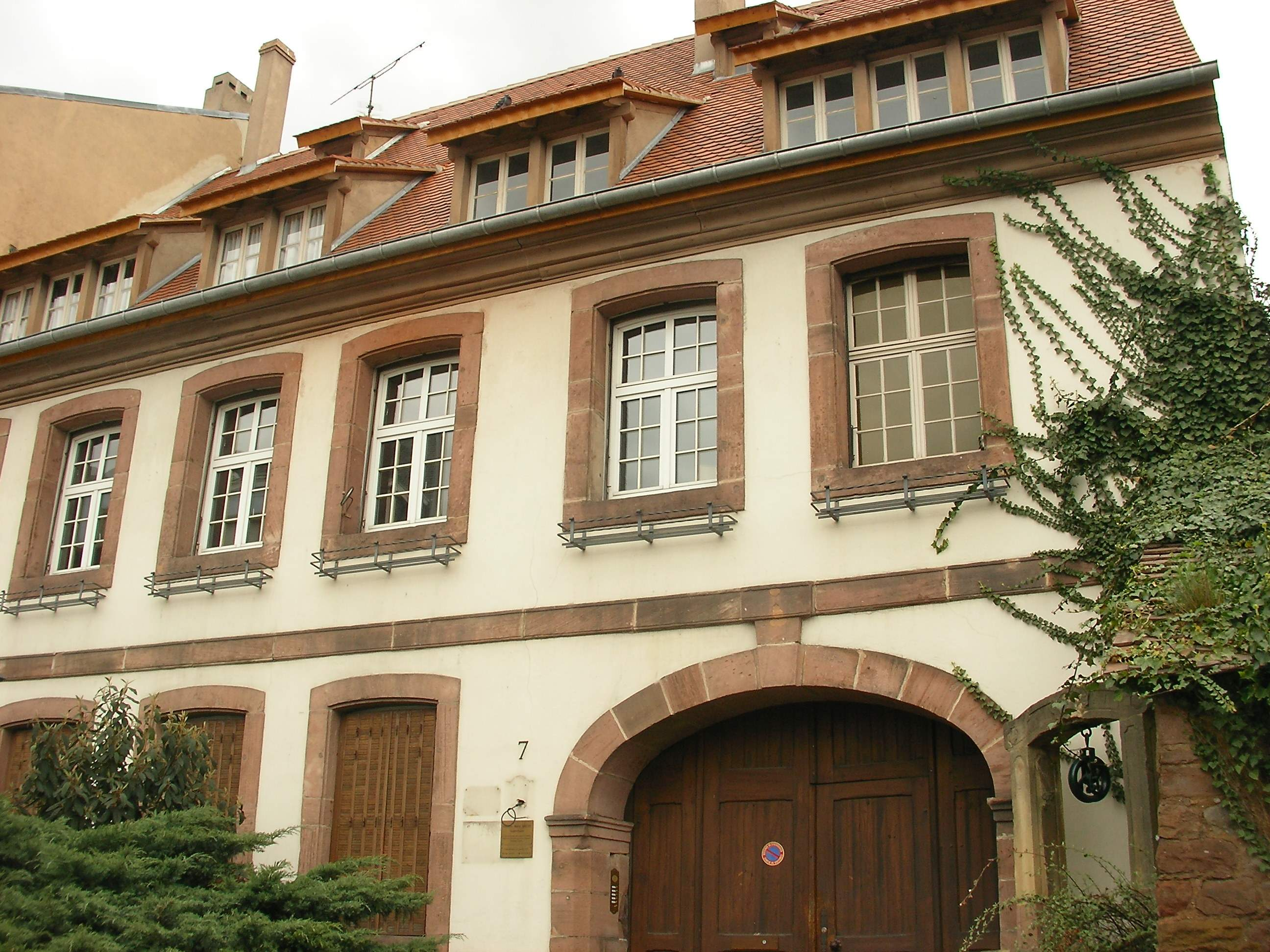
Maison du bourreau au no 7
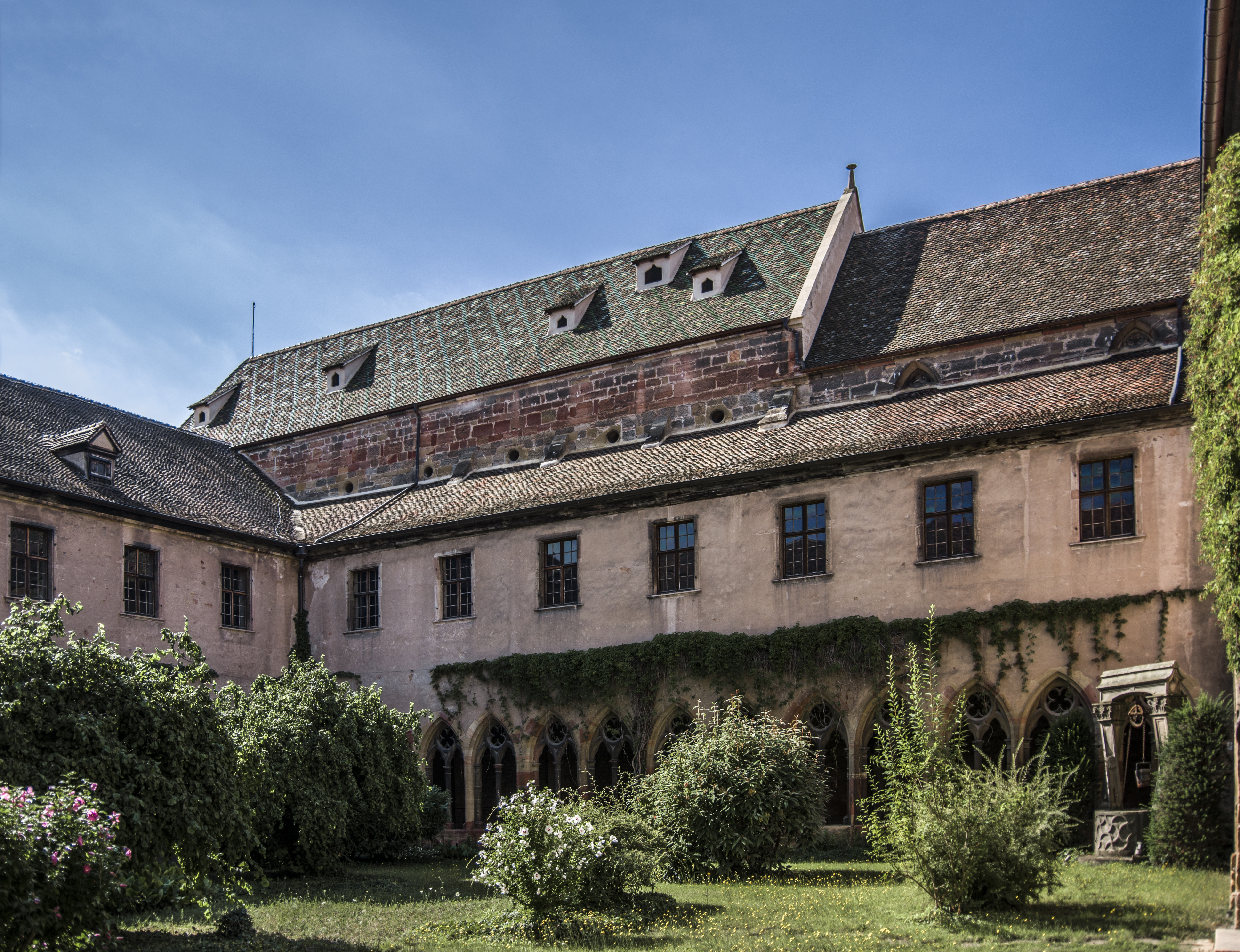
Musée Unterlinden (couvent des Unterlinden) (XIIIe) au no 1 Classé MH (1852)
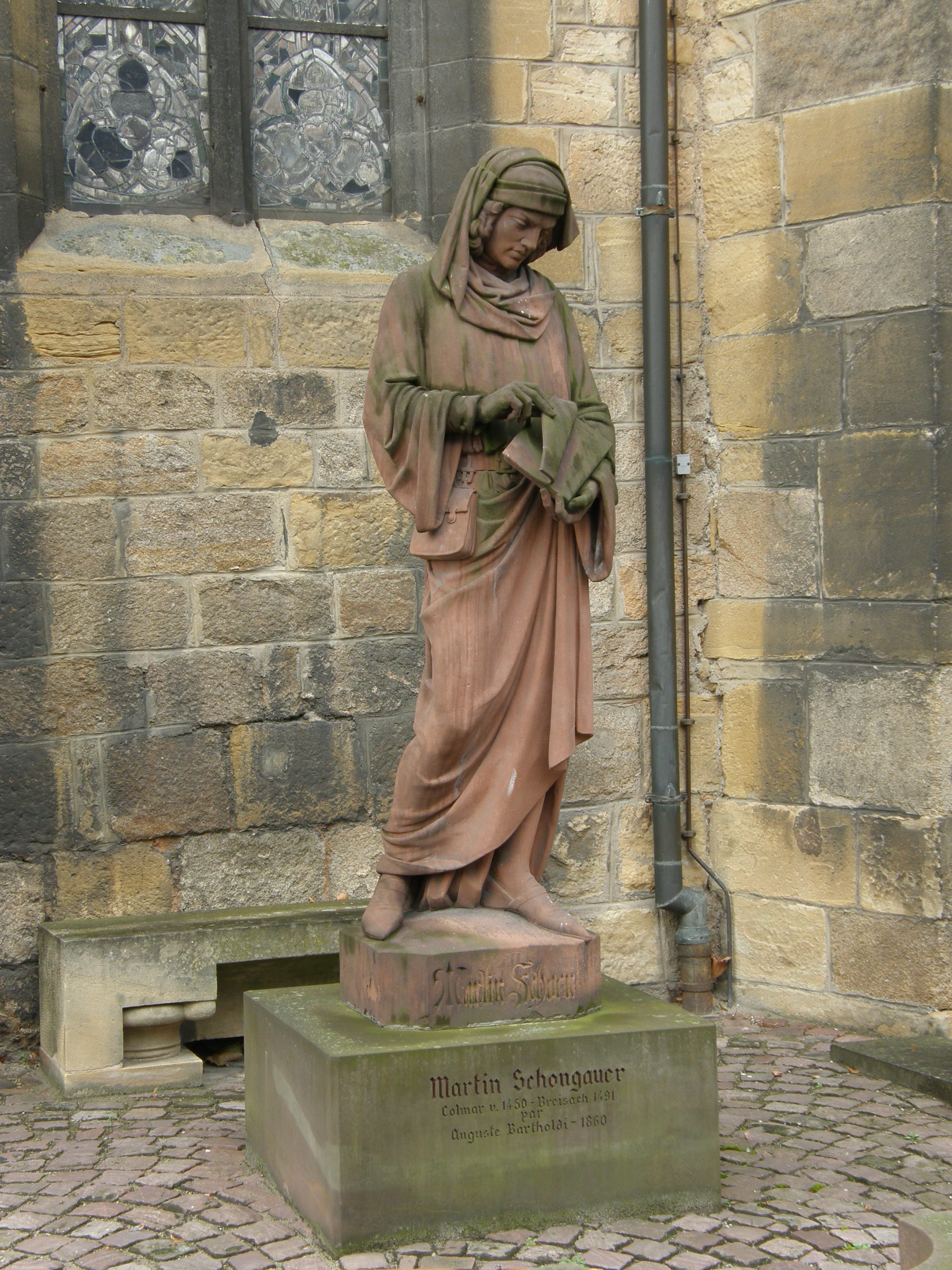
Statue de Martin Schongauer (1863) au no 1